# Heinkel HD 36
Heinkel HD 36 je bilo šolsko vojaško letalo, razvito v Nemčiji v 20. letih 20. stoletja na zahtevo Švedskih zračnih sil, ki so iskale trenažno letalo. Te so že predhodno ocenile njegov sestrski prototip, HD 35, ki pa je bil za njih prešibek. Zasnova je v primerjavi z HD 35 ostala enaka, znebili pa so se tretjega kokpita in konstrukcijo priredili motorju Mercedes D.III. Edini primerek, ki ga je zgradil Heinkel, so testirale CFM (Centrala Flygverkstaden i Malmslätt) in odpravile vse težave, ki so prototip pestile. CFM je tako zgradil dve seriji letal, skupno 28 primerkov, in jih leta 1928 dostavil Švedskim zračnim silam pod oznako Sk 6.
Težave s pogonskim sklopom so vodile do omejitev daljših letov. Motorji so bili kasneje zamenjani z Armstrong Siddeley Puma in nadgrajena letala nosijo oznako S6A. Navkljub vsemu odpravljanju napak letala v uporabi niso ostala dolgo in so jih že po nekaj letih poslali v razrez.

## Uporabniki
Švedska
- Švedske zračne sile

## Karakteristike
Splošne značilnosti
- Posadka: 2, pilot in inštruktor
- Dolžina: 7,50 m (24 ft 7 in)
- Razpon kril: 11,00 m (36 ft 1 in)
- Površina kril: 30,8 m2 (332 sq ft)
- Teža praznega letala: 940 kg (2.072 lb)
- Bruto teža: 1,250 kg (3 lb)
- Pogon letala: 1 × Mercedes D.III , 120 kW (160 hp)

Zmogljivost
- Maks. hitrost: 130 km/h (81 mph; 70 kn)
- Doseg: 250 km (155 mi; 135 nmi)
- Višina leta: 5,000 m (16 ft)
- Hitrost vzpenjanja: 4,5 m/s (890 ft/min)